# 곽경섭
곽수섭(Kwak Kyung-sup)은 한국의 전기 기술자로 한국의 인하대 정보 통신 대학원 교수이다.

## 생애
인하대학교에서 학부 과정을 밟은 곽은 1977년 전기 공학 학사 학위를 받았다. 그는 1981년 남부 캘리포니아 대학에서 석사 학위를, Ph.D. 캘리포니아 대학 샌디에고에서 1988년 그는 2006년 한국 커뮤니케이션 과학회 회장으로 지냈다.